# Petunia axillaris
Petunia axillaris es una especie perteneciente a la familia de las solanáceas. Es endémica del sur de Brasil, Uruguay y Argentina, y se extiende por toda Sudamérica. Vive muy bien en terrenos secos, como médanos. Florece en primavera.

## Características
Es una hierba perenne de hasta 70 cm de altura, tallos pubescentes, viscosos. Flores blancas, perfumadas, en axilas de las hojas superiores. La corola es circular, se prolonga hacia abajo formando un tubo. El fruto es una cápsula, al madurar se abre liberando numerosas semillas pequeñas. 

## Taxonomía
- Basónimo:  Nicotiana axillaris Lam. Encycl. [J. Lamarck & al.] 4(2): 480-481, 1798.

## Usos
De esta especie silvestre derivan, por mejoramiento genético, la mayoría de las petunias multicolores del mercado. Se propaga  fácilmente de semillas.